# Myrmozercon acuminatus
Myrmozercon acuminatus (лат.) — вид мирмекофильных клещей семейства Laelapidae из отряда Mesostigmata (Dermanyssoidea, Dermanyssina). Встречаются в Европе: Италия. Микроскопического размера клещи (длина около 0,5 мм) с субокруглым дорзальным диском. Представители вида ассоциированы с муравьями-жнецами вида Messor capitatus  (Latereille, 1798) (Messor, Hymenoptera).